# Anna-Lisa Cronström
Anna-Lisa Sofia Cronström, född 15 maj 1910 i Stockholm, död 20 december 2008 i Botkyrka, var en svensk sångerska. Cronström bildade tillsammans med Ulla Castegren och Inga Gentzel sånggruppen Trio Rita. En runa över henne av Sverker R. Ek publicerades i Svenska Dagbladet den 1 februari 2009.

## Filmografi
- 1940 – Pinocchio (sång)
- 1942 – Bambi (sångsolist)